# Nederlands Tijdschrift voor Natuurkunde

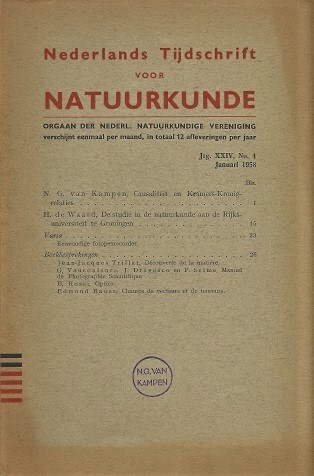
Nederlands Tijdschrift voor Natuurkunde, jaargang XXIV, nr 1, Januari 1958. Uit de bibliotheek van Nico van Kampen met onder meer zijn artikel Causaliteit van Kramers-Kronig-relaties.

Het Nederlands Tijdschrift voor Natuurkunde (NTvN) werd in 1934 opgericht en is sinds 1939 het officiële orgaan van de Nederlandse Natuurkundige Vereniging. Het NTvN publiceert naast algemene artikelen over natuurkunde verenigingsnieuws, interviews, recensies, discussies en themanummers. 

## Oprichting
Het oudere Nederlandse tijdschrift Physica, Nederlandsch Tijdschrift voor Natuurkunde, opgericht in 1921, combineerde wetenschappelijke publicaties met verenigingsnieuws. In 1934 nam het NTvN de taak van verenigingsblad over en sindsdien wijdde Physica zich aan zuiver wetenschappelijke publicaties.

## Hoofdredacteuren
- 1993-1996 Daan Lenstra
- 1996-1997 Aaldert Compagner
- 1998-2000 Piet Mulders
- 2001-2004 Niek Lopez Cardozo
- 2004-2009 Wim van der Zande
- 2009-2011 Miriam Blaauboer
- 2012-2016 Richard Engeln
- 2017-2018 Henk Swagten
- 2018-2021 Anneke de Leeuw en Els de Wolf
- 2021-2023 Yannick Fritschy
- 2023-heden Ans Hekkenberg

## Redactieleden
van vroeger en nu onder meer 
- Cornelis Jan Bakker (hoofdredacteur 1942-1946)
- Ben Blaisse
- Jan de Boer (hoofdredacteur 1946-1955)
- Vincent Icke
- Marcel Minnaert, een van de oprichters in 1934
- Ben Nijboer

- Ekko Oosterhuis
- Balthasar van der Pol
- Hendrik de Waard
- Aaldert Wapstra
- Cornelis Zwikker (hoofdredacteur 1934-)